# أدب دكني
الأدب الدكني (الأردية: ادبیات دكهنى) هو الأدب المُنتج باللهجة الدكنية للغة الأردية. إن أقدم أشكال الأدب الدكني كان في شكل نصوص صوفية وبهاكتية مع أنواع شعرية. ينقسم الجدول الزمني للأدب الدكني إلى فترتين: العصور الوسطى (1300-1800) والعصر الحديث (بعد 1800). على الرغم من أن الأدب الدكني في العصور الوسطى يتكون من المثنويات، إلا أنه يحتوي أيضًا على أنواع مختلفة، بما في ذلك أعمال "فخر الدين نظامي" مثل كظام راو بادم راو (1434 م)، نشأت المثنويات الدكنية في عهد السلطنة البهمنية في الدكن في أوائل القرن الرابع عشر والخامس عشر؛ وهي مكتوبة في أبيات مقفاة رباعية باللغة الدكنة الأردية، وباستخدام القواعد النحوية والأوزان المماثلة للمثنوي في اللغة الأردية.
في أواخر القرن الخامس عشر وأوائل القرن السادس عشر، بعد تفكك السلطنة البهمنية إلى سلطنات الدكن، تطور التقليد الأدبي الدكن إلى حد كبير وأصبح مركزًا في سلطنة قلقندة وسلطنة بيجابور. وقد رعا المسؤولون العديد من الشعراء الدكنيين خلال هذا الوقت. وفقًا لشاهين وشاهد، كانت قلقندة موطنًا أدبيًا لأسد الله وجهي (مؤلف كتاب سب راس)، وابن النشاطي (مؤلف فولبان)، وغواسي (مؤلف توتينامه). وقد استضافت سلطنى بيجابور هاشمي بيجابور، وصنعتي، ومحمد نصرتي على مر السنين. وقد شارك الحكام أنفسهم في هذه التطورات الثقافية. فكتب محمد قلي قطب شاه القلقندي الشعر باللغة الدكنية، والذي جُمع في الكليات. وهو يُعتبر على نطاق واسع أقدم شعر دكني أردوي ذو طبيعة علمانية. وكتاب لذة النساء الذي جُمع في القرن السادس عشر في بلاط قطب شاهي ويحتوي على أدوية ومنشطات سرية في الشكل الشرقي للفنون الجنسية القديمة. كما أنتج إبراهيم عادل شاه الثاني البيجابوري كتاب النوارس (كتاب قصائد [الإنجليزية] تسع)، وهو عمل شعري موسيقي مكتوب بالكامل باللغة الدكنية. في القرن الثامن عشر، نُشرت مجموعة من قصائد الغزل الأردية، بعنوان "جولزار محلقة"، وهي من تأليف ماه لاقا باي - أول شاعرة أردية تنتج ديوانًا - في حيدر أباد.

## فهرس
- Dua، Hans R. (2012)، "Hindi-Urdu as a pluricentric language"، في Michael Clyne (المحرر)، Pluricentric Languages: Differing Norms in Different Nations، Walter de Gruyter، ISBN:978-3-11-088814-0
- Rahman، Tariq (2011)، From Hindi to Urdu: A Social and Political History (PDF)، Oxford University Press، ISBN:978-0-19-906313-0، مؤرشف من الأصل (PDF) في 2014-10-10
- Mustafa، K.S (2008)، "Dakkhni"، في Prakāśaṃ، Vennelakaṇṭi (المحرر)، Encyclopaedia of the Linguistic Sciences: Issues and Theories، Allied Publishers، ص. 185–186، ISBN:978-1139465502، مؤرشف من الأصل في 2023-09-30
- Shaheen، Shagufta؛ Shahid، Sajjad (2018)، Azam، Kousar J (المحرر)، "The Unique Literary Traditions of Dakhnī"، Languages and Literary Cultures in Hyderabad، Routledge، ISBN:9781351393997
- Matthews، David J. (1976). Dakani Language and Literature (Thesis). SOAS University of London. مؤرشف من الأصل في 2023-09-30.